# Jang Su-Jeong
Jang Su-Jeong (koreansk: 장수정, født 13. marts 1995 i Busan, Sydkorea) er en professionel tennisspiller fra Sydkorea.